# Sojuz TM-4
Sojuz TM-4 (ryska: Союз ТM-4) var en flygning i det sovjetiska rymdprogrammet. Flygningen gick till rymdstationen Mir. Farkosten sköts upp med en Sojuz-U2-raket från Kosmodromen i Bajkonur den 21 december 1987. Farkosten dockade med rymdstationen den 21 december 1987.
Den 30 december 1987 flyttades farkosten från Kvant-1-modulens dockningsport till stationens främre dockningsport.
Farkosten lämnade rymdstationen den 17 juni 1988. Några timmar senare återinträdde den i jordens atmosfär och landade i Sovjetunionen.